# نبرد آتلانتا
نبرد آتلانتا (انگلیسی: Battle of Atlanta) عنوان نبردی است در جریان کمپین آتلانتا و در طول جنگ داخلی آمریکا در ۲۱ ژولای سال ۱۸۶۴. ارتش اتحادیه در این نبرد، تحت فرماندهی ژنرال ویلیام تکامسه شرمن توانست که به پیروزی دست یابد.